# Elkinstantonita
A elkinstantonita ou elkinstantonite é um mineral com fórmula Fe
4(PO
4)
2O
 que foi gerado pela primeira vez em laboratório na década de 1980 e identificado pela primeira vez a partir de origens naturais em 2022, quando também foi dada a designação oficial de mineral. É um mineral monoclínico, com grupo espacial P2/c (grupo espacial 13).

## História
A elkinstantonita foi identificada pela primeira vez na Terra por cientistas da Universidade de Alberta, que receberam um pedaço de 70 gramas de um meteorito de 15 toneladas que caiu na Somália e foi notado pela primeira vez pela comunidade científica internacional em 2020. A elkinstantonita foi nomeada após Lindy Elkins-Tanton, cientista da NASA.
O mineral foi identificado por Andrew Locock, que é empregado da Universidade como chefe de seu laboratório de microssonda eletrônica. Locock também identificou o primeiro espécime natural de elaliita na mesma amostra.
Versões sintéticas de elkinstantonita foram produzidas em um laboratório francês na década de 1980, mas não puderam ser categorizadas como um mineral até que fossem encontradas na natureza. O futuro do meteorito é incerto, pois foi enviado para a China, presumivelmente para venda.